# Лаукіс
Лаукіс, Лаукініс (баск. Laukiz (офіційна назва), ісп. Lauquíniz) — муніципалітет в Іспанії, у складі автономної спільноти Країна Басків, у провінції Біская. Населення — 1082 особи (2009).
Муніципалітет розташований на відстані близько 330 км на північ від Мадрида, 8 км на північ від Більбао.
На території муніципалітету розташовані такі населені пункти: (дані про населення за 2009 рік)
- Хосе-Антоніо-Агірре: 93 особи
- Ауррекоече: 132 особи
- Менчакаетас: 131 особа
- Мендіондо: 594 особи
- Елісальде: 132 особи

## Демографія
Динаміка населення (INE ):

## Галерея зображень

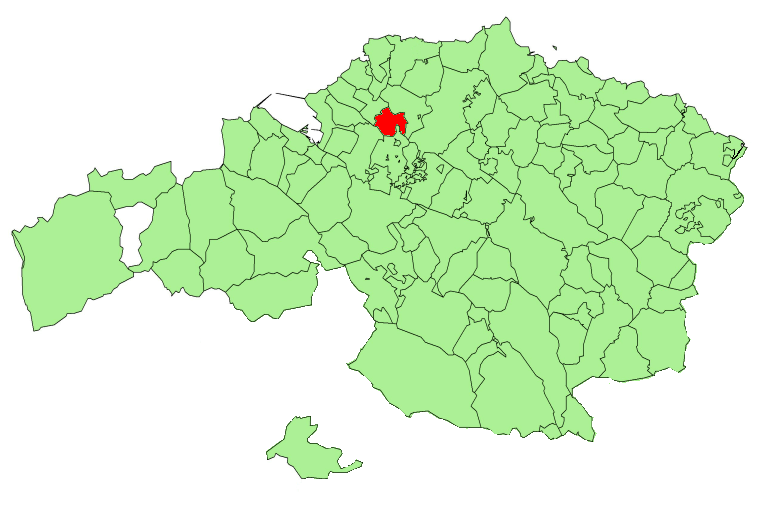
Розташування муніципалітету